# GF Securities
GF Securities (广发证券) — китайская финансовая компания, одна из крупнейших брокерских компаний КНР. В списке крупнейших компаний мира Forbes Global 2000 за 2021 год заняла 834-е место (1932-е по размеру выручки, 461-е по чистой прибыли, 521-е по активам и 1535-е по рыночной капитализации). Штаб-квартира в Гуанчжоу (провинция Гуандун).

## История
Компания была основана в 1991 году как подразделение по работе с ценными бумагами Банка развития провинции Гуандун (Guangdong Development Bank, позже переименованный в China Guangfa Bank). В 1994 году подразделение было преобразовано в дочернюю компанию Guangfa Securities, которая с 1999 года стала самостоятельной. В 2001 году название было изменено на GF Securities. В 2010 году поглотила компанию Yan Bian Road Construction и заняла её место на Шэньчжэньской фондовой бирже. В 2015 году Х-акции были размещены на Гонконгской фондовой бирже.

## Акционеры
Крупнейшими акционерами GF Securities являются компании Jilin Aodong Pharmaceutical Group (18,06 %), Liaoning Cheng Da (17,77 %) и Zhongshan Public Utilities (10,34 %).

## Деятельность
Сеть компании на 2020 год насчитывала 282 отделения, из них 121 было в провинции Гуандун, 22 — в Шанхае, 16 — в провинции Хубэй, 15 — в провинции Ляонин. Дочерние компании кроме материкового Китая имеются в Гонконге, Канаде, Великобритании, на Каймановых и Британских Виргинских островах.
Выручка за 2020 год составила 36 млрд юаней, из них 14,5 млрд пришлось на комиссионные доходы, 11,7 млрд — на процентный доход, 8,3 млрд — инвестиционный доход.
Подразделения на 2020 год:
- Инвестиционный банкинг — обеспечение финансирования компаний путём размещения их акций и облигаций на фондовых биржах, консультации по вопросам слияний и поглощений; выручка 0,68 млрд юаней.
- Управление частным капиталом — выручка 15,2 млрд юаней.
- Торговые услуги — брокерские услуги для институциональных клиентов (торговля акциями, деривативами, облигациями, фьючерсами), анализ рынков, депозитарные услуги; выручка 9,6 млрд юаней.
- Управление активами публичных и частных фондов — размер активов под управлением составил 304 млрд юаней; выручка 9,6 млрд юаней.